# Popillia puncticollis
Popillia puncticollis är en skalbaggsart som beskrevs av Ernst Gustav Kraatz 1897. Popillia puncticollis ingår i släktet Popillia och familjen Rutelidae. Inga underarter finns listade i Catalogue of Life.